# Las Mañanitas
Las Mañanitas é uma tradicional canção de aniversário mexicana cantada normalmente antes de partir o bolo e também como parte do costume de fazer serenata para as mulheres. A tradição desta canção pode ser traçada até 1896 na cidade mexicana de Zacatecas.
No México, "Las Mañanitas" é cantada para homens e mulheres de todas as idades.
Frequentemente, se a música é cantada em vez de tocada de uma gravação, "mi bien" é substituída pelo nome da pessoa, por exemplo: "Despierta Jacobo, despierta, mira que ya amaneció...". Nomes monossilábicos são alongados através das duas notas originais e nomes mais longos ou compostos, tais como Guadalupe ou "José Alberto" são acelerados ou unidos silabicamente.
A segunda linha da primeira estrofe é às vezes cantada "... a las muchachas bonitas se las cantamos aquí", ou "...às moças bonitas cantamos aqui". Em algumas regiões canta-se "hoy por ser tu cumpleaños te las cantamos aqui" (hoje, por ser teu aniversário, nós as cantamos a ti")
A palavra "Santo" é um sinônimo de "cumpleaños" (aniversário). Isto se deve ao costume antigo de dar nomes às pessoas em função do calendário de santos. Por exemplo, uma pessoa nascida em 17 de fevereiro seria batizada como Patrício ou Patrícia, uma pessoa nascida em 12 de dezembro seria batizada como Guadalupe. Atualmente, esta prática caiu em desuso por muitos desses nomes serem considerados obsoletos ou não favoráveis.